# Burlamaqui de Miranda
José Edson Burlamaqui de Miranda (Altamira, 19 de junho de 1926 – Brasília, 30 de novembro de 1990) foi um político brasileiro.
Filho de José Porfírio de Miranda Neto e de Dóris Burlamaqui de Miranda. Casou com Maria Raimunda Araújo de Miranda. Seu pai foi deputado estadual (1922-1930 e 1947-1951), prefeito de Altamira (1935-1947) e presidente da Assembleia Legislativa em 1950. Seu irmão, Newton Miranda, foi vice-governador do Pará, no governo de Aurélio do Carmo (1961-1964).
Em 1960 foi prefeito de Altamira, e em outubro de 1962 foi eleito deputado federal pelo Pará, pelo Partido Social Democrático (PSD).